# Alt-Godesberg
Alt-Godesberg est le quartier au centre de l'arrondissement de Bad Godesberg à Bonn.

## Géographie
Alt-Godesberg est entouré de Godesberg-Nord au nord-ouest, Godesberg-Villenviertel et Rüngsdorf au nord-est, Pennenfeld et Muffendorf au sud-est, Heiderhof au sud, Schweinheim à l'ouest.

## Histoire
Selon les plans de l'architecte Gottfried Böhm et du groupe de planification Cologne dt8, de 1970 à 1980, le nouveau centre-ville ancien de Bad Godesberg (aujourd'hui City-Terrassen) est construit. Notamment la colline de la forteresse de Godesburg est intégrée au centre-ville par un grand escalier flanqué des deux côtés par un complexe commercial et résidentiel. Pour la nouvelle construction de la vieille ville et l'élargissement d'une rue, les maisons de la Burgstraße, appartenant à la vieille ville historique, sont démolies dans le cadre de la "rénovation de la vieille ville" ; seul le bâtiment à colombages Schwan'sches Haus situé devant l'escalier menant au château est préservé et transféré vers le bord du parc de la Redoute (Elisabethstraße 7).

## Principaux monuments
- Forteresse de Godesburg
- Ambassade de Chine avec le château Rigal (ambassade jusqu'en 1999)
- Stadthalle Bad Godesberg
- Redoute
- Rigal'sche Kapelle
- Gare de Bonn-Bad Godesberg
- Tour Bismarck
- Église Sainte-Marie
- Schauspielhaus Bad Godesberg

## Source, notes et références
- (de) Cet article est partiellement ou en totalité issu de l’article de Wikipédia en allemand intitulé « Alt-Godesberg » (voir la liste des auteurs).